# Silvtjärn (naturreservat)
Silvtjärn är ett naturreservat i Norbergs kommun i Västmanlands län.
Området är naturskyddat sedan 1937 och är 5 hektar stort. Reservatet omfatta södra delen av Silvtjärnen och mark söder och sydväst därom och består av skog och våtmarker.